# Aartsbisdom Saint Andrews en Edinburgh

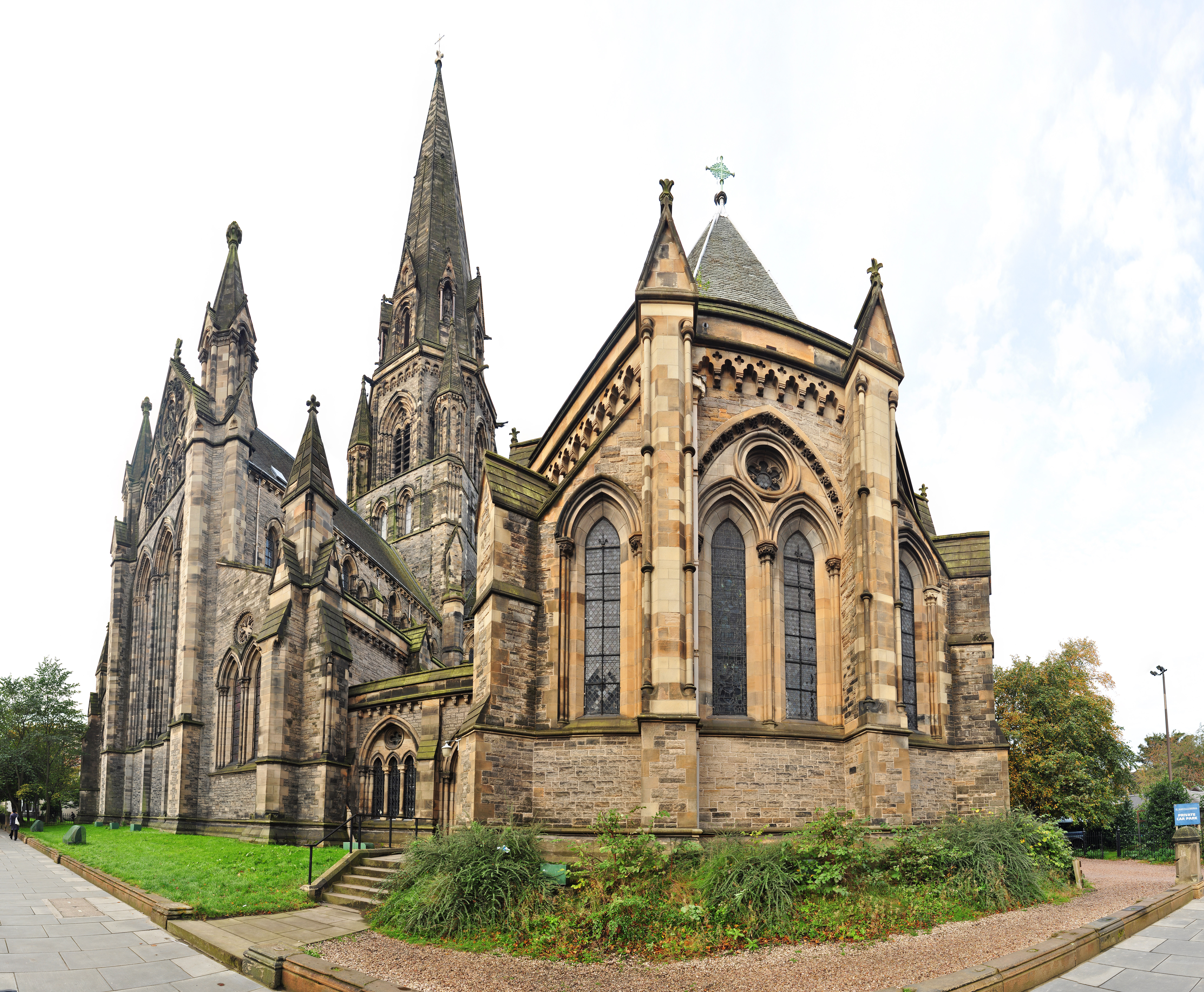
St. Mary's Cathedral, zetel van het aartsbisdom

Het Aartsbisdom Saint Andrews en Edinburgh (Latijn: Archidioecesis Sancti Andreae et Edimburgensis) is een aartsbisdom van de Rooms-Katholieke Kerk in Schotland. De zetel van dit metropolitane aartsbisdom in Edinburgh is St. Mary's Cathedral.
De suffragane bisdommen zijn:
- Aberdeen
- Argyll and The Isles
- Dunkeld
- Galloway

Het bisdom Saint Andrews werd in 908 gesticht. Het huidige aartsbisdom Saint Andrews en Edinburgh werd in 1653 als apostolische prefectuur gesticht door paus Innocentius X. In 1694 werd het een apostolisch vicariaat dat de hele huidige Schotse kerkprovincie omvatte. In 1727 werd het vicariaat gesplitst in een vicariaat Lowland District en een vicariaat Eastern District. Paus Leo XIII verhief in 1878 het vicariaat Lowland District tot aartsbisdom.
Het aartsbisdom telt ongeveer 122.000 katholieken (7,7% van de bevolking). Deze worden in 109 parochies bediend door 115 priesters (cijfers 2020).

## Aartsbisschoppen van Saint Andrews en Edinburgh
- John Menzies Strain (1878–1883)
- William Smith (1885–1892)
- Angus McDonald (1892–1900)
- James August Smith (1900–1928)
- Andrew Thomas (Joseph) McDonald OSB (1929–1950)
- Gordon Gray (1951–1985)
- Keith O'Brien (1985–2013)
- Leo Cushley (2013-heden)